# Um Reifenbreite
Um Reifenbreite est un jeu de société créé par Rob Bontenbal en 1991 et édité par Jumbo.
Pour 2 à 4 joueurs, à partir de 10 ans pour environ 1 heure.

## Historique
Le jeu a connu une première version sous le nom "Homas Tour" en 1982 chez l'éditeur Homas Spelen mais une partie importante (environ 10 000 des 20 000 copies selon l'auteur) des impressions ont disparu dans un incendie.
La version connue sous le nom de "Um Reifenbreite" a été publié en 1991, a remporté des prix importants en 1992 (Spiel des Jahres 1992 et 2e rang du Deutscher Spielepreis 1992) ce qui lui a permis de se faire connaitre. La seule version française, connue sous le nom de "Démarrage", a été offerte pendant cette période. Au total, le jeu a été imprimé en 5 occasions incluant une version 10e anniversaire publiée par JUMBO en 2002. 
Étonnamment, l'auteur, Rob Bontenbal, n'a pas publié d'autres jeux à ce jour.

## Principe général
Um Reifenbreite est un jeu de société de sport qui se joue en équipe. Il simule une course cycliste avec ses déconvenues et ses étapes de plaine et de montagne. Beaucoup de points sont en effet repris :
- la notion de peloton et d'aspiration
- les échappées
- les difficultés du parcours en montagne ou sur pavé
- la possibilité d'adopter une vraie stratégie d'équipe avec notamment la protection du leader
- la possibilité de prendre des relais
- la possibilité de tricher (!)

La stratégie s'y mêle à l'humour.

## Matériel
Le plateau de jeu, bien que fixe, offre la possibilité d'organiser différentes courses en fonction du point de départ et d'arrivée choisis. Sur ce plateau, il y a 2 zones montagneuses, 2 zones de descente, 1 secteur pavé et 2 sprints intermédiaires. Le jeu contient aussi 16 cyclistes qui se séparent en 4 équipes de 4 coureurs, 2 dés, des cartes attributs, des cartes chances et des cartes voitures.

## But du jeu
Le but est d'arriver au fil d'arrivée de façon à totaliser le plus grand nombre de points au sein de l'équipe. Le premier arrivée marque 50 pts, le 2° 40 pts... et le 16° 8 pts.

## Règle du jeu
En résumé, chaque joueur contrôle jusqu’à 4 coureurs qui possèdent des attributs (rouleur, grimpeur etc.) qui se concrétisent par des cartes spéciales. A tour de rôle, chaque joueur place un de ses coureurs sur la grille de départ pour constituer le peloton.
À chaque tour, les joueurs lancent deux dés par coureur pour le faire avancer et ce, dans l’ordre des coureurs sur le plateau. On n'utilise pas uniquement des dés pour avancer car chaque coureur a, selon ses attributs, 2 ou 4 cartes spéciales qui permettent de jouer 5 ou 6. De plus, quand un autre coureur est dans la ligne, il est possible de suivre l’aspiration de celui-ci sans avoir à jeter le dé. Cependant si le coureur de tête annonce qu'il provoque un démarrage, il est impossible de prendre sa roue.
Sur les zones de montagne et de pavés, il y a des numéros sur chaque case et le coureur doit retrancher ce nombre au résultat obtenu par les dés et donc ralentir. Inversement, en descente, ce nombre doit être ajouté au tirage du dé pour accélérer.
Une carte chance doit être pigée lorsque le total des dés égal 7, et il y a aussi une carte voiture pour avancer plus vite (souvent retirée du jeu par les experts).
Le jeu se termine lorsque tous les coureurs ont traversé la ligne d'arrivée.

## Récompense
- Spiel des Jahres  1992